# Temné síly
Temné síly (v anglickém originále The Darkest Minds) je americký sci-fi thrillerový film z roku 2018. Režie se ujala Jennifer Yuh Nelson a scénáře Chad Hodge. Film je inspirován stejnojmenným románem od Alexandry Brackeny. Hlavní role hrají Amandla Stenberg, Mandy Moore a Gwendoline Christie. Ve Spojených státech měl premiéru dne 3. srpna 2018 a v České republice dne 9. srpna 2018.

## Obsazení
- Amandla Stenberg jako Ruby Daly
  - Lidya Jewett jako malá Ruby
- Harris Dickinson jako  Liam Stewart
- Skylan Brooks jako Chubs
- Miya Cech jako Suzume „Zu“
- Patrick Gibson jako Clancy Gray
- Mandy Moore jako doktorka Cate Connor
- Gwendoline Christie jako Lady Jane
- Golden Brooks jako Molly Daly
- Wallace Langham jako doktor Viceroy
- Mark O'Brien jako Rob Meadows
- Bradley Whitford jako prezident Gray

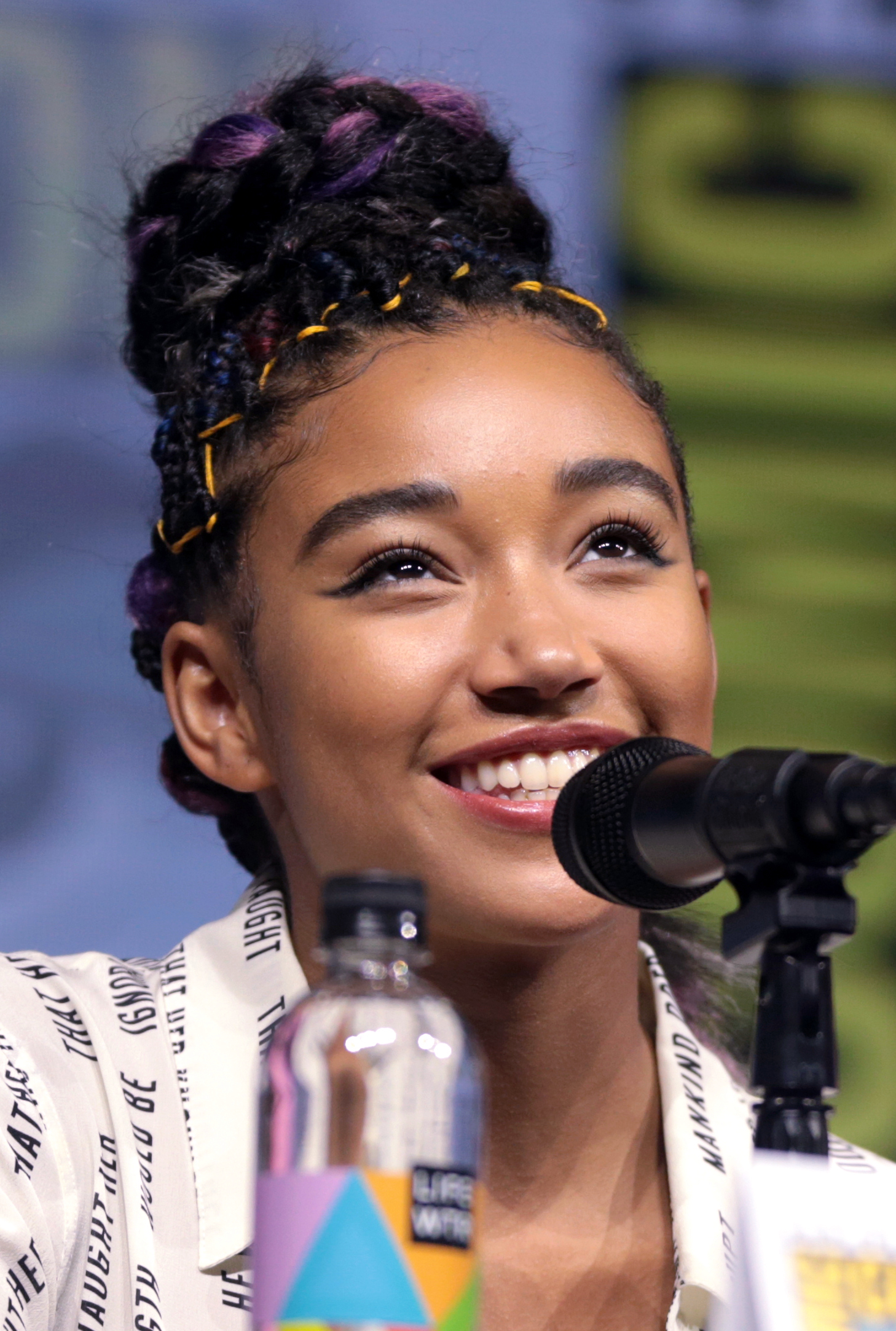
Amandla Stenberg při propagaci filmu na Comic-Conu v San Diegu.

## Přijetí

### Tržby
Film vydělal k 12. srpnu 2018 9,4 milionů dolarů v Severní Americe a 5,1 milionů dolarů v ostatních oblastech, celkově tak vydělal 14,6 milionů dolarů po celém světě. Rozpočet filmu činil 34 milionů dolarů. Za první víkend docílil osmé nejvyšší návštěvnosti, kdy vydělal 5,8 milionů dolarů. Projektován byl výdělek za první víkend kolem 10 milionů dolarů. 

### Recenze
Na recenzní stránce Rotten Tomatoes získal z 97 započtených recenzí 18 procent s průměrným ratingem 4,2 bodů z deseti. Na serveru Metacritic snímek získal z 25 recenzí 40 bodů ze sta. Na Česko-Slovenské filmové databázi si snímek k 12. srpnu 2018 drží 55 procent.